# Премьер-министр Республики Беларусь
Премье́р-мини́стр Респу́блики Белару́сь (бел. Прэм’ер-міністр Рэспублікі Беларусь) осуществляет непосредственное руководство деятельностью Совета министров и несёт персональную ответственность за его работу.
Кроме этого премьер-министр подписывает постановления Совета министров, издаёт в пределах своей компетенции распоряжения, представляет Парламенту — Национальному собранию программу деятельности правительства и информирует президента об основных направлениях деятельности и все его важнейшие решения, а также выполняет другие функции, связанные с организацией и деятельностью Правительства.
В ходе заседания палат Национального собрания в том числе и закрытых, премьер-министр, равно как президент и члены правительства, может выступать вне очереди столько раз, сколько ему потребуется.

## Полномочия
Премьер-министр Республики Беларусь в соответствии с Конституцией Республики Беларусь и Законом Республики Беларусь «О Совете Министров Республики Беларусь», актами президента Республики Беларусь осуществляет следующие полномочия:
- осуществляет непосредственное руководство деятельностью Совета Министров Республики Беларусь и несёт персональную ответственность за его работу;
- организует работу Совета Министров Республики Беларусь, руководит его заседаниями;
- подписывает постановления Совета Министров Республики Беларусь;
- издаёт распоряжения;
- в двухмесячный срок после своего назначения представляет Палате представителей Национального собрания Республики Беларусь программу деятельности Совета Министров Республики Беларусь, а в случае её отклонения представляет повторную программу деятельности Совета Министров Республики Беларусь в течение двух месяцев;
- информирует президента Республики Беларусь об основных направлениях деятельности Совета Министров Республики Беларусь и о всех важнейших его решениях;
- распределяет обязанности между заместителями премьер-министра Республики Беларусь, координирует их деятельность;
- представляет без дополнительных полномочий Совет Министров Республики Беларусь в международных отношениях, в установленном порядке проводит переговоры и подписывает международные договоры;
- осуществляет полномочия президента Республики Беларусь в случае вакансии должности Президента или невозможности исполнения им своих обязанностей по основаниям, предусмотренным Конституцией Республики Беларусь, до принесения Присяги вновь избранным президентом Республики Беларусь;
- выполняет другие функции, связанные с организацией и деятельностью Совета Министров Республики Беларусь.

По должности премьер-министр также входит в состав Совет безопасности Республики Беларусь, Совет глав правительств Содружества Независимых Государств, Высший Государственный Совет Союзного государства Беларуси и России. Гарантии правовой и социальной защиты премьер-министра Республики Беларусь определяются законодательством Республики Беларусь.

## Порядок назначения
В соответствии со статьёй 84, пунктом 6 Конституции Республики Беларусь премьер-министр назначается президентом Республики Беларусь с согласия Палаты представителей Национального собрания Республики Беларусь. Предложение о кандидатуре премьер-министра Республики Беларусь вносится в Палату представителей не позднее двухнедельного срока после вступления в должность вновь избранного президента Республики Беларусь.
Полномочия Палаты представителей могут быть досрочно прекращены при отказе в доверии Правительству, выражении вотума недоверия Правительству либо двукратном отказе в даче согласия на назначение премьер-министра, в соответствии со статьёй 94 Конституции. В случае двукратного отказа в даче согласия на назначение премьер-министра Палатой представителей президент Республики Беларусь вправе назначить исполняющего обязанности премьер-министра, распустить Палату представителей и назначить новые выборы.
Премьер-министр может поставить перед Палатой представителей вопрос о доверии Правительству по представленной программе или по конкретному поводу. Если Палата представителей в доверии отказывает, президент вправе в десятидневный срок принять решение об отставке Правительства или о роспуске Палаты представителей и назначении новых выборов. При отклонении отставки Правительство продолжает осуществлять свои полномочия.
Президент вправе по собственной инициативе принять решение об отставке Правительства или освободить от должности любого члена Правительства в отдельности. В случае отставки или сложения полномочий Правительство Республики Беларусь по поручению президента продолжает осуществлять свои полномочия до сформирования нового Правительства.

## Исполнение обязанностей президента
В случае вакансии должности президента или невозможности исполнения им своих обязанностей по основаниям, предусмотренным Конституцией, его полномочия до принесения Присяги вновь избранным президентом переходят к Председателю Совета Республики (статья 88¹ Конституции Республики Беларусь).

## Список Премьер-министров Республики Беларусь
Ниже представлен список премьер-министров Республики Беларусь и исполняющих их обязанности (обозначены «и. о.») после обретения независимости и суверенитета Республикой Беларусь в 1991 году.
| №  | Фото | Имя (годы жизни)                           | Начало полномочий | Окончание полномочий | Выборы    | Место рождения                    | Срок полномочий (дней) |
| -- | ---- | ------------------------------------------ | ----------------- | -------------------- | --------- | --------------------------------- | ---------------------- |
| 1  |      | Вячеслав Францевич Кебич (1936—2020)       | 19 сентября 1991  | 21 июля 1994         | ---       | д. Конюшевщина, Минская область   | 1566 дней              |
| 2  |      | Михаил Николаевич Чигирь (род. 1948)       | 22 июля 1994      | 18 ноября 1996       | 1995      | д. Усово, Минская область         | 851 день               |
| 3  |      | Сергей Степанович Линг (род. 1937)         | 18 ноября 1996    | 18 февраля 2000      | 1995      | г. Минск                          | 1187 дней              |
| 4  |      | Владимир Васильевич Ермошин (род. 1942)    | 18 февраля 2000   | 1 октября 2001       | 2000      | Пронск, Рязанская область (РСФСР) | 591 день               |
| 5  |      | Геннадий Васильевич Новицкий (род. 1949)   | 1 октября 2001    | 10 июля 2003         | 2000      | Могилёв, Могилёвская область      | 647 дней               |
| 6  |      | Сергей Сергеевич Сидорский (род. 1954)     | 10 июля 2003      | 28 декабря 2010      | 2004 2008 | Гомель, Гомельская область        | 2728 дней              |
| 7  |      | Михаил Владимирович Мясникович (род. 1950) | 28 декабря 2010   | 27 декабря 2014      | 2012      | д. Новый Снов, Минская область    | 1461 день              |
| 8  |      | Андрей Владимирович Кобяков (род. 1960)    | 27 декабря 2014   | 18 августа 2018      | 2016      | Москва (РСФСР)                    | 1330 дней              |
| 9  |      | Сергей Николаевич Румас (род. 1969)        | 18 августа 2018   | 3 июня 2020          | 2019      | Гомель, Гомельская область        | 655 дней               |
| 10 |      | Роман Александрович Головченко (род. 1973) | 4 июня 2020       | 10 марта 2025        | 2024      | Жодино, Минская область           | 1740 дней              |
| 11 |      | Александр Генрихович Турчин (род. 1975)    | 10 марта 2025     |                      |           | Новогрудок, Гродненская область   | 128 дней               |

## Голосование
Ниже представлены результаты голосования депутатов Палаты представителей по вопросу о даче президенту Республики Беларусь согласия на назначение кандидата премьер-министром Республики Беларусь.
| Кандидат          | Дата голосования | Всего депутатов | Голосовало | «За» | «Против» | Возд. | Результат | % «за» от общего числа |
| ----------------- | ---------------- | --------------- | ---------- | ---- | -------- | ----- | --------- | ---------------------- |
| Сергей Линг       | 19 февраля 1997  | 110             |            |      |          |       | Одобрен   |                        |
| Владимир Ермошин  | 14 марта 2000    | 110             |            |      |          |       | Одобрен   |                        |
| Геннадий Новицкий | 10 октября 2001  | 110             | 108        | 96   | 12       | 0     | Одобрен   | 87,27                  |
| Сергей Сидорский  | 19 декабря 2003  | 109             | 102        | 91   | 11       | 0     | Одобрен   | 82,73                  |
| Сергей Сидорский  | 17 апреля 2006   | 110             | 105        | 103  | 2        | 0     | Одобрен   | 93,64                  |
| Михаил Мясникович | 27 января 2011   | 110             | 109        | 109  | 0        | 0     | Одобрен   | 99,09                  |
| Андрей Кобяков    | 15 января 2015   | 110             | 106        | 106  | 0        | 0     | Одобрен   | 96,36                  |
| Андрей Кобяков    | 18 декабря 2015  | 110             | 106        | 102  | 4        | 0     | Одобрен   | 92,73                  |
| Сергей Румас      | 5 октября 2018   | 110             | 106        | 105  | 1        | 0     | Одобрен   | 95,45                  |
| Роман Головченко  | 11 июня 2020     | 110             | 97         | 97   | 0        | 0     | Одобрен   | 88,18                  |